# Gliese 581 c
Gliese 581 c ou Gl 581 c é um exoplaneta que orbita a estrela Gliese 581. É o segundo planeta descoberto no sistema Gliese 581 e o terceiro a partir da estrela. Com uma massa de pelo menos 5,5 vezes a massa da Terra, é classificado como uma Superterra (categoria de planetas que possui massa de cerca de 5 a 10 vezes a massa terrestre).
Gliese 581 c ganhou um grande interesse de astrônomos, pois é considerado o primeiro planeta potencialmente semelhante à Terra encontrado na zona habitável de sua estrela, o que o permite ter uma temperatura adequada para a existência de água líquida em sua superfície e, portanto, é potencialmente capaz de suportar formas extremófilas de vida. No entanto, mais pesquisas lançaram dúvidas sobre a habitabilidade do planeta. Foi constatado que ele está sob o efeito do acoplamento de maré, o que impede o movimento de rotação, fazendo com que seja eternamente dia em um lado do planeta e eternamente noite no outro. Se a vida tivesse a chance de emergir, a maior expectativa de sobrevivência estaria na zona de crepúsculo.
Em termos astronômicos, o sistema Gliese 581 é relativamente próximo à Terra, a 20,37 anos-luz (192 trilhões de quilômetros) na direção da constelação de Libra. Essa distância, juntamente com as coordenadas de declinação e ascensão reta, fornece sua localização exata em nossa galáxia.

## Características
Baseando-se numa projecção da temperatura à superfície, Gliese 581 c poderá ser o primeiro planeta extra-solar semelhante à Terra. Possui um diâmetro cinquenta por cento maior que o da Terra (estimativa baseada na sua massa), e quase cinco vezes mais maciço, fazendo com que a gravidade à superfície seja 2,15 vezes mais forte que a terrestre. Porém, se sua superfície contiver grande quantidade de gelo ou água, sua gravidade será 1,3 vez maior que a da Terra. Um terráqueo de 50 quilos pesaria 65 em Gliese 581c. O planeta pode estar sempre com a mesma face virada para a sua estrela-mãe. Este efeito pode fazer com que o Gliese 581c apresente diferenças de temperatura bastante consideráveis entre a face sempre iluminada e a face em noite eterna. Por outro lado, as partes entre as duas faces podem possuir um clima moderado, mais propício para o surgimento da vida. Em alternativa, a circulação atmosférica pode redistribuir o calor da estrela de forma mais equilibrada, permitindo uma habitabilidade maior.
Segundo o co-autor do estudo que identificou o planeta, o astrofísico francês Xavier Bonfils do Observatório Astronómico de Lisboa, a temperatura pode variar entre zero e 40 graus Celsius, ou seja, pode ter água em estado líquido à superfície.

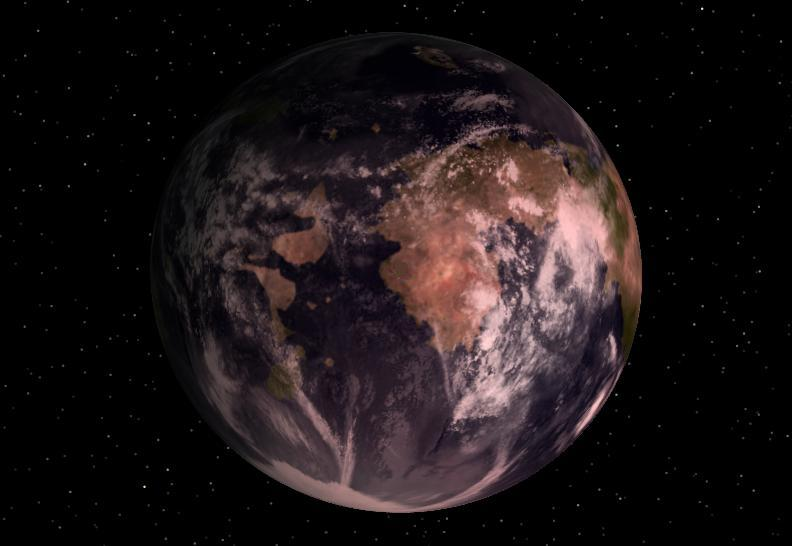
Concepção artística sobre a possível aparência de Gliese 581 c.

## Potencialidade de vida
Cientistas da NASA disseram que o novo planeta, caso fosse possível, poderia ser alvo de pesquisas tripuladas, já que existe a tendência de que os seres humanos possam sobreviver às condições do novo planeta.[carece de fontes?]
Na verdade vários planetas gigantes-gasosos como Júpiter já foram descobertos em órbitas muito mais promissoras do que Gliese 581 c em torno das suas estrelas, dentro da zona habitável onde poderia existir água líquida na superfície dos seus satélites naturais. O entusiasmo com o planeta de Gliese 581 é pelo fato de que ele é o primeiro mundo semelhante à Terra encontrado na zona habitável de uma estrela enquanto nunca foi avistado um satélite natural de outros mundos gasosos fora do Sistema Solar.